# Upplands runinskrifter 889
Upplands runinskrifter 889 står på västra sidan vägen som går från Västerby mot Nyboda, på norra sidan riksvägen 72, cirka 100 meter norr om korsningen med länsväg 72.

## Inskriften
Runsten är i granit och är 2 meter hög. En stor bit på den övre vänstra sidan saknas idag. Innehållet av texten är dock bevarat och finns i den Samnordiska runtextdatabasen i två tolkningar. Av dessa två tolkningar passar Williams 1990 bäst till de idag synliga runorna på stenen.

### Inskriften i runor
ᛅᚯᛋᚢᛚᚠᛦ᛫ᚢᚴᛅᛁᚱ᛫ᛅᚱᚠᛅᛦ᛫ᚠᛅᛋᛏ[ᛏ_ᚠᛋ᛫ᛋᛏᛁᚾ᛫ᚱᛁᛏᚢ᛫ᚦᛁᛦ᛫ᛋᛅᚮᛏᚱ᛫ᚾᛅᚢ]ᚢᚠᚢᚱᛁᛦ᛫ᛅᚯᛏ᛫ᛅᚾᚦᚢᚱᛋᚢᚴᛁ__ᚾᚯᛅᛦ
Translitterering av runraden:
§P aosu[l]f(ʀ) ' uk| |kair × arfaʀ × fa(s)[t---fs ' stin ritu þiʀ saotr ' nau---]u furiʀ ' aot ' -anþursuki...noaʀ 
§Q aosu[l]f(ʀ) ' uk| |kair × arfaʀ × fa(s)[t---fs ' stin ritu þiʀ saotr ' nau---]u furiʀ ' aot ' anþurs uk| |ki[ʀ]...noaʀ
Normalisering till runsvenska:
§P Asulfʀ ok Gæiʀʀ, arfaʀ Fast... stæin rettu. Þæiʀ saotr nau---u fyriʀ and ... 
§Q Asulfʀ ok Gæiʀʀ, arfaʀ Fast[ul]fs stæin rettu þæiʀ. Standr nau---u fyriʀ and Arnþors ok Gæiʀ[biar]naʀ(?).
Översättning till nusvenska:
Ásulfr och Geirr, Fastulfrs arvingar, de reste denna sten. Står ... för Arnþórs och Geirbjôrns ande"